# Sòcrates de Cos
Sòcrates de Cos (grec antic: Σωκράτης, llatí: Socrates) fou un escriptor grec nadiu de l'illa de Cos.
Va ser l'autor d'una obra anomenada ἐπικλήσεις θεῶν mencionada per Diògenes Laerci, Ateneu de Nàucratis i altres. És probablement el mateix personatge que esmenta Plutarc com a autor del tractat περὶ ὁσίων. El significat de ἐπικλήσεις θεῶν és dubtós: hi ha autors que proposen que significaria 'pregària als déus', però d'altres ho tradueixen com els epítets assignats als diversos déus i n'explicava les raons.